# نورین (ابهر)
نورین، روستایی از توابع بخش مرکزی شهرستان ابهر در استان زنجان ایران است.این روستا در دهستان حومه قرار دارد. ارتفاع این روستا از سطح دریا، ۱۴۸۸ متر می باشد.

## جمعیت
این روستا در دهستان حومه قرار دارد و براساس سرشماری مرکز آمار ایران در سال ۱۳۸۵، جمعیت آن ۲٬۰۸۸ نفر (۵۵۰خانوار) بوده‌است.